# Courcelles (Nièvre)
Courcelles ist eine französische Gemeinde mit 228 Einwohnern (Stand 1. Januar 2022) im Département Nièvre in der Region Bourgogne-Franche-Comté (vor 2016 Bourgogne). Sie gehört zum Arrondissement Clamecy und zum Kanton Clamecy (bis 2015 Varzy).

## Geographie
Courcelles liegt etwa 50 Kilometer südsüdwestlich von Auxerre. Nachbargemeinden von Courcelles sind Corvol-l’Orgueilleux im Norden, Saint-Pierre-du-Mont im Osten, Varzy im Süden sowie La Chapelle-Saint-André im Westen.

## Bevölkerungsentwicklung
| Jahr                       | 1962 | 1968 | 1975 | 1982 | 1990 | 1999 | 2006 | 2011 | 2016 |
| Einwohner                  | 324  | 301  | 266  | 227  | 254  | 225  | 215  | 208  | 214  |
| Quellen: Cassini und INSEE |      |      |      |      |      |      |      |      |      |

## Sehenswürdigkeiten

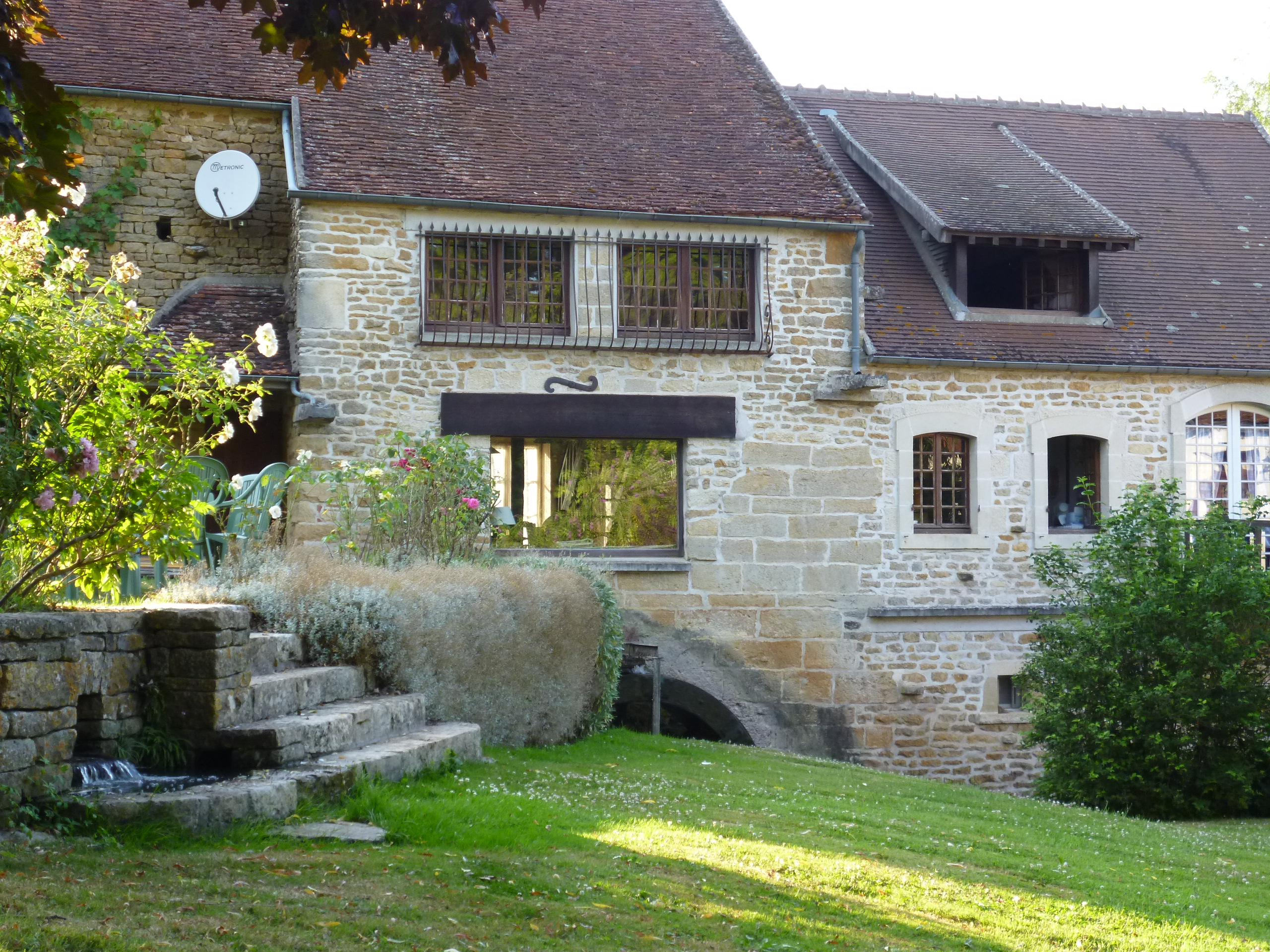
Mühle von Chivres

- Kirche Saint-Nicolas
- Mühle von Chivres
- Schloss Bazarnes

## Persönlichkeiten
- Jacques Alexandre François Allix de Vaux (1768–1836), General, Graf von Freudenthal